# Vector (matemàtiques i física)
En matemàtiques i física, vector és un terme que fa referència informalment a algunes magnituds que no es poden expressar amb un sol nombre (un escalar), o a elements d'alguns espais vectorials.
Històricament, els vectors es van introduir en geometria i física (normalment en mecànica) per a magnituds que tenen una magnitud i una direcció, com ara desplaçaments, forces i velocitat. Aquestes magnituds es representen mitjançant vectors geomètrics de la mateixa manera que les distàncies, les masses i el temps es representen amb nombres reals.
El terme vector també s'utilitza, en alguns contextos, per a les tuples, que són seqüències finites (de nombres o altres objectes) de longitud fixa.
Tant els vectors geomètrics com les tuples es poden afegir i escalar, i aquestes operacions vectorials van donar lloc al concepte d'espai vectorial, que és un conjunt equipat amb una suma vectorial i una multiplicació escalar que satisfan alguns axiomes generalitzant les principals propietats de les operacions de l'anterior. tipus de vectors. Un espai vectorial format per vectors geomètrics s'anomena espai vectorial euclidià, i un espai vectorial format per tuples s'anomena espai vectorial de coordenades.
Molts espais vectorials es consideren en matemàtiques, com els camps d'extensió, els anells polinomials, les àlgebres i els espais de funcions. El terme vector no s'utilitza generalment per als elements d'aquests espais vectorials, i generalment es reserva per a vectors geomètrics, tuples i elements d'espais vectorials no especificats (per exemple, quan es parla de propietats generals dels espais vectorials).

a → és un vector del punt A a B.

## Vectors en geometria euclidiana
En matemàtiques, física i enginyeria, un vector euclidià o simplement un vector (de vegades anomenat vector geomètric o vector espacial) és un objecte geomètric que té magnitud (o longitud) i direcció. Els vectors euclidians es poden afegir i escalar per formar un espai vectorial. Un vector euclidià es representa sovint per un segment de línia dirigit, o gràficament com una fletxa que connecta un punt inicial A amb un punt terminal B.
Un vector és el que es necessita per "portar" el punt A al punt B; la paraula llatina vector significa "portador". Va ser utilitzat per primera vegada pels astrònoms del segle XVIII que investigaven la revolució planetària al voltant del Sol. La magnitud del vector és la distància entre els dos punts, i la direcció es refereix a la direcció del desplaçament d'A a B. Moltes operacions algebraiques sobre nombres reals com la suma, la resta, la multiplicació i la negació tenen anàlegs propers per als vectors, les operacions. que obeeixen les lleis algebraiques conegudes de commutativitat, associativitat i distributivitat. Aquestes operacions i lleis associades qualifiquen els vectors euclidians com un exemple del concepte més generalitzat de vectors definits simplement com a elements d'un espai vectorial.

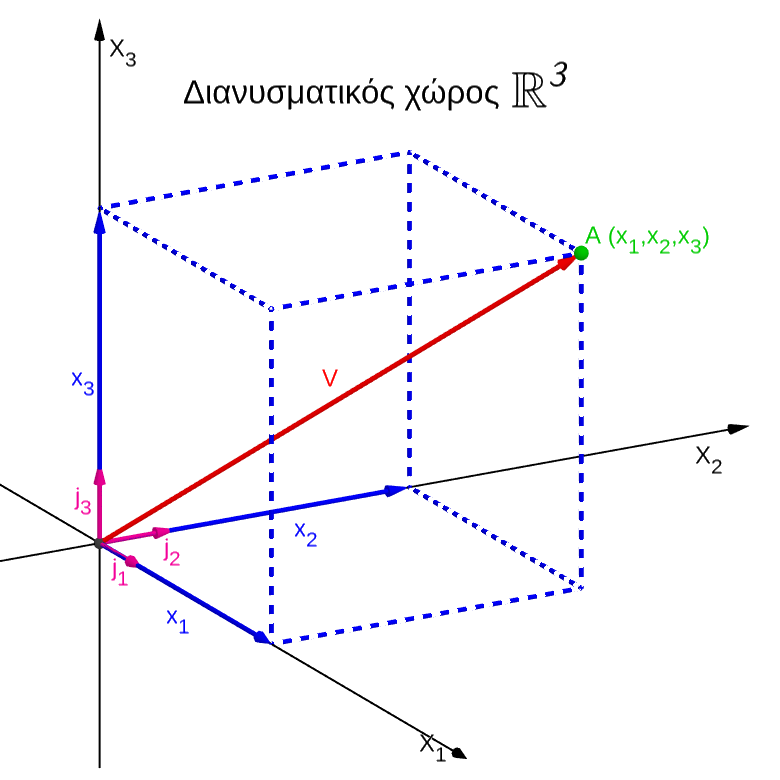
Vector en 3 dimensions

Els vectors tenen un paper important en la física: la velocitat i l'acceleració d'un objecte en moviment i les forces que hi actuen es poden descriure amb vectors. Moltes altres magnituds físiques es poden considerar útilment vectors. Encara que la majoria d'ells no representen distàncies (excepte, per exemple, la posició o el desplaçament), la seva magnitud i direcció encara es poden representar per la longitud i la direcció d'una fletxa. La representació matemàtica d'un vector físic depèn del sistema de coordenades utilitzat per descriure'l. Altres objectes de tipus vectorial que descriuen magnituds físiques i es transformen de manera similar sota canvis del sistema de coordenades inclouen pseudovectors i tensors.

Il·lustració de suma vectorial i multiplicació escalar.

## Espais vectorials
En matemàtiques i física, un espai vectorial (també anomenat espai lineal) és un conjunt els elements del qual, sovint anomenats vectors, es poden sumar i multiplicar ("a escala") per nombres anomenats escalars. Els escalars solen ser nombres reals, però poden ser nombres complexos o, de manera més general, elements de qualsevol camp. Les operacions d'addició vectorial i multiplicació escalar han de satisfer uns requisits, anomenats axiomes vectorials. Els espais vectorials reals i els espais vectorials complexos són tipus d'espais vectorials basats en diferents tipus d'escalars: nombres reals i nombres complexos.
Els espais vectorials generalitzen vectors euclidians, que permeten modelar magnituds físiques, com les forces i la velocitat, que no només tenen una magnitud, sinó també una direcció. El concepte d'espais vectorials és fonamental per a l'àlgebra lineal, juntament amb el concepte de matrius, que permet calcular en espais vectorials. Això proporciona una manera concisa i sintètica de manipular i estudiar sistemes d'equacions lineals. Els espais vectorials es caracteritzen per la seva dimensió, que, a grans trets, especifica el nombre de direccions independents de l'espai. Això vol dir que, per a dos espais vectorials sobre un camp determinat i amb la mateixa dimensió, les propietats que depenen només de l'estructura de l'espai vectorial són exactament les mateixes (tècnicament els espais vectorials són isomòrfics).
Un espai vectorial és de dimensió finita si la seva dimensió és un nombre natural. En cas contrari, és de dimensió infinita i la seva dimensió és un cardinal infinit. Els espais vectorials de dimensions finites es produeixen de manera natural a la geometria i àrees relacionades. Els espais vectorials de dimensions infinites es produeixen en moltes àrees de les matemàtiques. Per exemple, els anells polinomials són espais vectorials de dimensions infinites numerables, i molts espais de funció tenen la cardinalitat del continu com a dimensió.
Molts espais vectorials que es consideren en matemàtiques també estan dotats d'altres estructures. És el cas de les àlgebres, que inclouen extensions de camp, anells polinomials, àlgebres associatives i àlgebres de Lie. Aquest és també el cas dels espais vectorials topològics, que inclouen espais de funció, espais de productes interiors, espais normats, espais de Hilbert i espais de Banach.

## Vectors en àlgebra
Tota àlgebra sobre un camp és un espai vectorial, però els elements d'una àlgebra generalment no s'anomenen vectors. Tanmateix, en alguns casos, s'anomenen vectors, principalment per raons històriques.
- Quaternió vectorial, un quaternió amb una part real zero
- Multivector o p -vector, un element de l'àlgebra exterior d'un espai vectorial.
- Els espiners, també anomenats vectors d'espín, s'han introduït per estendre la noció de vector de rotació. De fet, els vectors de rotació representen bones rotacions localment, però no globalment, perquè un bucle tancat en l'espai de vectors de rotació pot induir una corba a l'espai de rotacions que no sigui un bucle. A més, la varietat de vectors de rotació és orientable, mentre que la varietat de rotacions no ho és. Els espinos són elements d'un subespai vectorial d'alguna àlgebra de Clifford.
- Witt vector, una seqüència infinita d'elements d'un anell commutatiu, que pertany a una àlgebra sobre aquest anell, i s'ha introduït per gestionar la propagació de porta en les operacions sobre nombres p-àdics.

## Vectors en càlcul
El càlcul serveix com a eina matemàtica fonamental en l'àmbit dels vectors, oferint un marc per a l'anàlisi i la manipulació de magnituds vectorials en diverses disciplines científiques, en particular la física i l'enginyeria. Les funcions amb valors vectorials, on la sortida és un vector, s'examinen mitjançant càlcul per obtenir informació essencial sobre el moviment dins de l'espai tridimensional. El càlcul vectorial amplia els principis tradicionals del càlcul als camps vectorials, introduint operacions com el gradient, la divergència i el curl, que troben aplicacions en contextos de física i enginyeria. Les integrals de línia, crucials per calcular el treball al llarg d'un camí dins dels camps de força, i les integrals de superfície, emprades per determinar magnituds com el flux, il·lustren la utilitat pràctica del càlcul en l'anàlisi vectorial. Les integrals de volum, essencials per als càlculs que impliquen camps escalars o vectorials sobre regions tridimensionals, contribueixen a entendre la distribució de masses, la densitat de càrrega i els cabals de fluids.